# 今晩なに食べたい?
『今晩なに食べたい?』（こんばんなにたべたい）は、2000年4月3日から2008年3月31日まで関西ローカルで放送された、関西テレビ制作の料理番組。放送時間は毎週月曜日から金曜日の11:25 - 11:30（JST）。

## 概要
食文化研究家の奥村彪生が、和・洋・中各料理を紹介する。あらゆるジャンルの料理を、わずか2分弱で瞬く間に完成させてしまう様子と、毎回番組の最後には、「（奥さん）今晩はこれで決まりですね！」と決め台詞を言った後、奥村彪生がダジャレを言ったり、突然、軽いダンスつきの歌を歌ったりする様子が番組の特筆すべき特徴である。ダジャレや歌に関してはほとんど全て空回りな内容で、スタッフからは時に失笑がもれることもあるという。また喋りすぎて、ダジャレの途中で放送が終了することもあった。料理レシピ紹介番組としての実用性と共に、シュールさとキュートさが同居する、その一種独特な「彪生ワールド」に注目している視聴者もおり、竹内義和やケンドーコバヤシなども自身のラジオで過去に話題に挙げている。
なお、料理のメニュー関しては視聴者からのリクエストも受け付けており、しばしば紹介されたことがある。
提供スポンサーは、関西電力の一社提供。CMの放映秒数は月 - 水曜日は30秒、木・金曜日は15秒で、本編終了後に放送。内容はオール電化に限定されていた。2004年8月9日の美浜原発事故により、2004年8月10日 - 2005年2月までの間は、CMが公共広告機構（現:ACジャパン）のものに差し替えられた。
2008年3月26日で放送2000回目を迎えた。

## ロケ収録
半年から1年に1度のペースでロケが行われる。ロケ先のホテルの中庭やプールサイドに仮設キッチンを設置して収録が行われる。また、次回予告やレシピ紹介の時に、奥村彪生がショッピングなど収録時以外の様子の映像が流れる。ロケ先の名産・特産品を使った料理が紹介される。
- 2006年10月16日 - 20日 - 函館
- 2007年4月2日 - 13日 - 小豆島（リゾートホテルオリビアン小豆島のプールサイドに仮設キッチンを設置して収録）
- 2008年3月24日 - 3月31日 - 鹿児島（錦江高原ホテル）
- この他にも、タイなど海外で行われたこともある。

## 関連書籍
- 奥村彪生の今晩なに食べたい?〜誰もが簡単に作れるプロの味・旬の味〜（関西テレビ放送・2001年4月発売、ISBN 978-4-890-26108-6）

番組で2000年4月から2001年3月までに紹介したレシピを収録。
| 関西テレビ 平日11:25 - 11:30枠 | 関西テレビ 平日11:25 - 11:30枠 | 関西テレビ 平日11:25 - 11:30枠 |
| 前番組                         | 番組名                         | 次番組                         |
| ------------------------------ | ------------------------------ | ------------------------------ |
| カンテーレ                     | 今晩なに食べたい?              | プチっとく                     |